# Idade óssea
A idade óssea é uma maneira de descrever o grau de maturação dos ossos de uma criança. Durante o crescimento da pessoa desde a vida fetal até à infância, à puberdade e ao seu final como um adulto jovem, os ossos do esqueleto mudam de tamanho e forma. Essas mudanças podem ser vistas no raio-X. A "idade óssea" de uma criança é a idade média em que as crianças atingem este estágio de maturação. A altura e idade óssea atuais de uma criança podem ser usadas para prever a sua altura quando adulta.
Ao nascer, apenas as metáfises dos ossos longos estão presentes. Os ossos longos são aqueles que crescem principalmente por elongação em uma epífise, na extremidade do osso em crescimento. São ossos longos os fêmures, as tíbias e as fíbulas dos membros inferiores; os úmeros, rádios e ulnas dos membros superiores (braço e antebraço) e as falanges dos dedos. Os ossos longos das pernas compreendem quase metade da altura adulta. Os outros componentes esqueléticos primários da altura são a espinha dorsal e o crânio.
À medida que uma criança vai crescendo, as epífises se tornam calcificadas e aparecem nos raios-X, assim como os ossos carpo e tarso das mãos e dos pés, separados na radiografia por uma camada invisível de cartilagem onde boa parte do crescimento está ocorrendo. Conforme os níveis de esteróides sexuais crescem durante a puberdade, a maturação do osso acelera, e o osso começa a se aproximar do tamanho e da forma que terá na idade adulta. As porções restantes de cartilagem das epífises tornam-se mais finas. Quando as zonas cartilaginosas desaparecem, se diz que as epífises estão "fechadas", pois não haverá mais crescimento dos ossos. Uma pequena porção de crescimento da espinha dorsal conclui o crescimento de um adolescente.
Endocrinologistas pediátricos são os médicos que mais comumente requisitam e interpretam raios-x de idade óssea e avaliam crianças quanto ao crescimento (seja ele acelerado ou atrasado) e ao desenvolvimento físico.
Dentistas especializados em ortodontia, ortopedia funcional dos maxilares e cirurgiões buco maxilo faciais utilizam a idade óssea para poderem estimar o quanto os ossos maxilares podem crescer, quanto tempo ainda tem para crescer ou se eles já cresceram, para poderem planejar aparelhos, ortodônticos ou cirurgia corretiva dos ossos da face (cirurgia ortognática) 

## Métodos
O método usado mais frequentemente é baseado em um único raio-x da mão e punho. Uma mão é facilmente radiografada com radiação mínima, e tem a vantagem de mostrar vários ossos de uma vez só. Os ossos do raio-X são comparados com os de um atlas padrão, geralmente o de Greulich & Pyle.
Um método mais complexo também baseado em raios-X das mãos é o "TW2". Um atlas baseado na maturação do joelho também foi compilado.
As mãos das crianças não mudam muito no primeiro ano de vida e, se for necessário verificar precisamente a idade óssea, um raio-X de cerca de metade do esqueleto (uma visão "hemiesqueletal") pode ser obtido para verificar algumas das áreas que mudam mais durante a infância, tais como ombros e pélvis.
Em 1972 Lamparki , notou que as vértebras cervicais presentes nas radiografias laterais da cabeça presente nas documentações odontológicas de rotina, sofrem alterações no decorrer da maturação óssea.   Relatou que estas alterações ocorrem entre a segunda e a sexta vértebra cervical podem ser empregadas na avaliação da idade óssea, de forma confiável e com o mesmo valor clínico da avaliação da região da mão e do punho. 
O Método de Lamparski foi simplificado por Hassel & Farman em 1995 utilizando somente as vértebras cervicais C2, C3 e C4.   Vários aplicativos para smartphone foram desenvolvidos para facilitar o uso ,dos métodos vertebrais, como exemplo o Easy Age
Em 2002, o japonês Mito desenvolveu um novo método para calcular a idade óssea baseado em medidas feitas nas vértebras C3 e C4 a partir de uma Telerradiografia Lateral e aplicou esse método a adolescentes do sexo feminino. Sua conclusão foi de que essas medidas, quando aplicadas na fórmula proposta, poderiam ser utilizadas para estimar a maturação óssea tanto em homens quanto em mulheres.
Em 2007, a cientista brasileira Maria de Paula Caldas fez uma nova pesquisa aplicando os métodos de calculo e medição de Mito em homens e mulheres brasileiros com idades entre 7 e 14 anos. O estudo encontrou uma relação entre a idade óssea e as fórmulas propostas pelo cientista japonês para mulheres porém não para homens. Diante disso, Caldas propôs e comprovou uma nova fórmula para as medições feitas nas vertebras C3 e C4 que poderia ser aplicada em indivíduos do sexo masculino. 
No Brasil, a empresa de tecnologia Radio Memory desenvolveu um programa que aplica os métodos de Mito e Caldas em uma Telerradiografia Lateral e estima a idade óssea usando inteligência artificial.  

## Predição da altura
Foram compiladas estatísticas para indicar a percentagem de crescimento vertical restante em certa idade óssea. Por aritmética simples, a altura prevista de um adulto pode ser computada a partir da altura infantil e da idade óssea. Tabelas separadas são usadas para garotos e garotas devido à diferença que os sexos têm em cronologia da puberdade, e percentagens um pouco diferentes são usadas para crianças com maturação óssea invulgarmente avançada ou atrasada. Essas tabelas, as tabelas Bayley-Pinneau, são incluídas como um apêndice no atlas de Greulich & Pyle.
Em vários problemas que envolvem crescimento atípico, a predição da altura a partir da idade óssea é menos precisa. Por exemplo, para crianças nascidas pequenas e que permanecem pequenas depois do nascimento, a idade óssea é extremamente imprecisa.

## Aplicação clínica da leitura da idade óssea
Uma idade óssea avançada ou atrasada nem sempre indica doença ou crescimento patológico. A idade óssea pode ser normal em alguns problemas de crescimento anormal. Crianças não amadurecem exatamente ao mesmo tempo; assim como há grande variação entre a população normal quanto à idade de perder os dentes ou de menstruar pela primeira vez, a idade óssea de uma criança saudável pode estar dois anos adiantada ou atrasada.
Uma idade óssea avançada é comum quando uma criança teve elevação prolongada nos níveis de esteróides sexuais, o que ocorre nos casos de puberdade precoce ou de hiperplasia adrenal congênita. A idade óssea é frequentemente marginalmente avançada com a prematura adrenarca, quando uma criança é obesa desde cedo ou quando ela tem lipodistrofia. A idade óssea pode ser significativamente avançada em síndromes genéticas de crescimento excessivo, tais como síndrome de Sotos, síndrome Beckwith-Wiedemann e síndrome Marshall-Smith.
A maturação óssea é "atrasada" com a variação do desenvolvimento normal chamada Atraso constitucional do crescimento, mas também está ligada à falha de crescimento devido à Deficiência do hormônio do crescimento e ao hipotireoidismo.